# Apoclea helvipes
Apoclea helvipes är en tvåvingeart som beskrevs av Friedrich Hermann Loew 1873. Apoclea helvipes ingår i släktet Apoclea och familjen rovflugor. Inga underarter finns listade i Catalogue of Life.